# Јасмина Топић
Јасмина Топић (Панчево, 1977) српска је књижевница, новинарка и уредница. Пише поезију, повремено есеје, прозу и књижевну критику.

## Биографија
Рођена је 4. августа 1977. године у Панчеву. Завршила гимназију „Урош Предић” у Панчеву и Филолошки факултет Универзитета у Београду, на групи за српски језик и књижевност. Као ученица 4. разреда гимназије била је финалиста средњошколског републичког конкурса „Десанка Максимовић”, па од тада креће у интензивно бављење књижевношћу. Прву књигу објавила је у Заједници књижевника Панчева 1997. године. Ауторка је седам самосталних књига поезије, а 2022. године је објављен и избор из њене поезије ,,Сада смо на острвима”. Крајем 2023. године изашао је њен први музички албум ,,Привремени боравак”.
Бавила се и новинарством од 2000. до 2010. године, пре свега као сарадница и новинарка недељника „Панчевац”, али и словеначког „Дневника”. Од 1998. године уређује Зборник поезије и кратке прозе младих са простора бивше Југославије „Рукописи”, чији издавач је панчевачки Дом омладине. У уредништву је кварталног уметничког магазина „Квартал” Удружења књижевника и књижевних преводилаца Панчева. Године 2012. покренула је едицију савремене поезије ,,Најбоља” у оквиру Удружења књижевника и књижевних преводилаца Панчева, где је координатор и један од уредника, а од 2024. и главни уредник.
Године 2003. била је учесница 11. бијенала младих уметника Европе и Медитерана у Атини, у организацији БЈЦЕМ-а, и 2006. године финалиста стипендије Централноевропске иницијативе и књижевног фестивала „Виленица”. Прву књижевну стипендију, „Мило Дор”, добила је од аустријског Култур Контакта 2008. године, те је провела два месеца у Бечу. Након ове, добила је још неколико интернационалних књижевних стипендија: резиденцију „Камов” у Ријеци 2012. године коју додељује Градски одјел за културу Града Ријеке и Министарство културе Републике Хрватске, затим резиденцију Tirana in between, у сарадњи албанског часописа ПОЕТЕКА и ТРАДУКИ мреже, 2013. године. Годину дана касније (2014), ауторка је стипендиста РОНДО резиденције у Грацу, Аустрија, коју додељује Влада области Штајерска, а крајем године и Create in residence стипендију у Шведској, на острву Готланд, Удружења Крокодил из Београда, Шведског института и Балтичког центра за писце и преводиоце. Године 2019. била је стипендиста AIR – ARTIST IN RESIDENCE Niederösterreich Архивирано на веб-сајту  (4. септембар 2024), а 2020. године у Сарајеву као стипендиста програма Reading Balkans.
Поред књижевности, бавила се помало и позориштем, а интересује се и за мултимедијално презентовање поезије. У протеклих неколико година била је учесница бројних необичних песничких перформанса и два самостална мултимедијална пројекта представљања ауторских књига поезије. Видео-презентацију књиге „Тиха обнова лета” у форми DVD-ја, као поетских стихова, направила је 2008. године. У оквиру резиденцијалног програма РОНДО, ауторка је направила аудио ЦД под називом „Језици поезије” - песме на српском и у преводу на неколико језика које читају матерњи говорници, доступне на сајту Soundcloud . Крајем 2023. године Јасмина Топић објавила је први музички албум ,,Привремени боравак” на основу песама штампаних у истоименој књизи (ИК Архипелаг, 2020). Албум је сниман у студију 3X2 у Панчеву а издавач је Удружење књижевника и књижевних преводилаца Панчева. Доступан је на сајту Bandcamp-a. Неке од књига у ПДФ формату могу се преузети на сајтовима ауторке: https://jasminatopic.sitey.me/knjige и https://jasminatopicwriter.weebly.com/
Потпредседница Управног одбора Српског књижевног друштва (2012 - 2014); (2022 - )

## Објављена дела
- Сунцокрети. Скица за дан, поезија, Заједница књижевника Панчева 1997.
- Пансион, Метаморфозе, поезија, Центар за стваралаштво младих, Београд 2001; награда Матићев шал
- Пројекат Кортасар, проза, група аутора, уредник Васа Павковић, Повеља, Краљево 2003.
- Романтизам, поезија, Народна књига – Алфа, Београд 2005.
- Тиха обнова лета, поезија, Повеља, Краљево 2007.
- Лексикон божјих људи, проза, група аутора, Службени гласник, Београд 2010.
- Код српског писца, проза, група аутора, Службени гласник, Београд 2011.
- Док неко шапуће наша имена, поезија, Едиција Најбоља, Панчево 2012.
- Grenzverkehr III. A new beginning – but where is it leading?, есеји, група аутора, Kultur Kontakt&Drava Verlag, Беч 2012.
- Плажа Несаница, поезија, Културни центар Нови Сад - едиција Анаграм 2016.
- Чији град, поезија&проза, група аутора, Контраст, Београд 2016.
- Привремени боравак, поезија, ИК Архипелаг, Београд 2020.
- Сада смо на острвима, избор поезије, КЦ Војводине „Милош Црњански”, Нови Сад 2022.

## Мултимедија
- ДВД Тиха обнова лета, поетски видео радови на енглеском и српском, Панчево 2009.
- ЦД Languages of poetry, поезија ауторке на неколико језика (енглески, немачки, пољски, шпански, румунски, руски, српски), РОНДО, Грац 2014.
- Привремени боравак, музички албум према књизи песама, Панчево 2023.

## Интервјуи урађени за књижевне часописе
- Тигран Ђокић, Мој сан се остварио, часопис, Трећи трг, – Год. 1(и.е.2), св. 2 (2005). стр. 80—84, интервју радила Јасмина Топић
- Сандра Нешовић, Прошлост у облику дрвета, часопис, Трећи трг, – Год. 1(и.е.2), св. 2 (2005), стр 119-122, интервју радила Јасмина Топић
- Јелена Ангеловски, Битно је какав поглед на књижевност имамо, часопис Трећи трг, – Год. 1(и.е.2)св.2 (2005). стр. 172-176, интервју радила Јасмина Топић
- Ана Сеферовић, Моја поезија никад није била за фиоку, часопис Трећи трг – Год. 1(и.е.), св.2 (2005). стр. 221-223, интервју радила Јасмина Топић

## Песме и приповетке објављене у периодици (селективно)
- Вече у опери/Светлица, часопис Улазница, 1997.
- Лавиринт/Предуслов. стр. 579, часопис Књижевна реч – 28.506 (1999). стр. 34.
- Седам лирских рефлексија, часопис Свеске – Год. 10, бр. 44 (1998). стр. 71—74.
- Лавиринт, часопис Књижевни магазин, – Год. 2, бр. 15 (2002). стр. 44.
- Вожња, часопис Трећи трг – Год. 1, св. 1 (2005). стр. 16—17.
- Слутња зиме II, часопис Књижевни магазин, – Год. 5, бр. 51 (2005). стр. 16—17
- Дневник замишљеног путовања, часопис Трећи трг, Год. 1(и.е.2), св. 2 (2005). стр. 75—77
- И море полако одлази..., часопис Београдски књижевни часопис, – Год. 2, бр. 4 (2006). стр. 33—36
- Остале деликатне ствари, часопис Београдски књижевни часопс, – Год. 5, бр. 15 (2009). стр. 25—29
- Ово је за мене лек, часопис Улазница – Год.37, бр.188 (2003). стр. 16.
- О пловидби која се није догодила, часопис Летопис Матице српске, Год. 182. књ. 477, св. 1/2(јан-феб. 2006). стр. 42-43.
- О том простору, часопис Квартал, – Бр. 5 (2006). стр. 23.
- Путрле, Јана – превајалец, Песми: ревија Литература. – Летн. 18. шт. 183/184 (сеп./окт. 2006). стр. 185-191, Љубљана, Словенија: Антологија: савремено пјесништво Србије: Сарајевске свеске, – Но.15/16 (2007). стр. 221.72, : Српска књижевност – Поезија – Антологије, Сарајевске свеске, Сарајево, БиХ

## Награде и признања
- Награда „Матићев шал”, Министарство културе РСрбије, Општина Ћуприја, 2002.[4]
- Награда „Душковићева звона” Удружење књижевника Панчева, 2002.[5]
- Награда „Милица Стојадиновић Српкиња”, 2021.